# Bessais-le-Fromental
Bessais-le-Fromental település Franciaországban, Cher megyében. Lakosainak száma 293 fő (2022. január 1.). Bessais-le-Fromental Ainay-le-Château, Isle-et-Bardais, Valigny, Bannegon, Neuilly-en-Dun, Saint-Aignan-des-Noyers és Vernais községekkel határos.

## Népesség
A település népességének változása:
| Lakosok száma | 535  | 405  | 361  | 316  | 333  | 333  | 312  | 301  | 299  | 293  |
|               | 1968 | 1982 | 1990 | 2006 | 2013 | 2015 | 2017 | 2019 | 2020 | 2022 |